# Jep Lacoste
Pas d'image ? Cliquez ici

a Compétitions nationales et continentales officielles uniquement.

André Marius Lacoste dit Jep Lacoste, né le 11 février 1922 à Toulouse et mort le 20 juin 1988 à Villeneuve-sur-Lot, est un joueur et entraîneur de rugby à XIII. En tant qu'entraîneur, il a mené la France en finale de la Coupe du monde 1968.

## Biographie
Lacoste, à l'origine un joueur du Villeneuve-sur-Lot, a eu sa carrière de joueur compromise à cause de son STO en Haute-Silésie, que le laissa physiquement dilapidé.
Lacoste fut entraîneur de son ancien club, Villeneuve-sur-Lot, menant le club à un doublé historique pendant la saison 1963-1964,. Lacoste entraîna aussi le XIII de France à la Coupe du monde de rugby à XIII 1968 et Saint-Gaudens, gagnant avec ce dernier la finale du Championnat de France de rugby à XIII 1969-1970 contre le XIII Catalan,.
Après sa mort en 1988, un tournoi de rugby à VII avec 12 équipes treizistes et 2 équipes quinzistes du Sud-Ouest fut inauguré pour le président de la Fédération française de rugby à XIII, Puig-Aubert, avec le nom "Trophée Jep Lacoste" en son honneur,.

## Palmarès

### En tant qu'entraîneur
- Collectif :
  - Finaliste du Coupe du monde : 1968 (France).
  - Vainqueur du Championnat de France : 1964 (Villeneuve-sur-Lot) et 1970 (Saint-Gaudens).
  - Vainqueur de la Coupe de France : 1964 (Villeneuve-sur-Lot).
  - Finaliste du Championnat de France : 1965 (Villeneuve-sur-Lot), 1971, 1972 (Saint-Gaudens) et 1974 (Villeneuve-sur-Lot).
  - Finaliste de la Coupe de France : 1966 (Villeneuve-sur-Lot).